# Constitución Federal de los Estados Unidos Mexicanos de 1824
La Constitución Federal de los Estados Unidos Mexicanos de 1824 entró en vigor el 4 de octubre de ese año, después del Imperio Mexicano de Agustín de Iturbide. En la nueva Constitución, la República tomaba el nombre de Estados Unidos Mexicanos, y era definida como una República Federal Representativa, con el catolicismo como la única religión oficial de México.

## Antecedentes

### Constituciones de Cádiz
Los acontecimientos ocurridos en España al iniciar el siglo XIX, tales como la ocupación francesa, derivó en la reunión de una junta de los representantes políticos de las provincias españolas, entre ellas la Nueva España. La intención de la junta era organizar las actividades políticas con la finalidad de mantener la unidad de los territorios. Debido a diferentes conflictos internos la junta se disolvió, no obstante, proveyó de un nuevo grupo, las Cortes Constituyentes, quienes en 1812 proclamaron la Constitución Política de la Monarquía Española, conocida como la Constitución de Cádiz. Esta constitución fue derogada por el rey Fernando VII, por lo que no tuvo aplicación en los territorios hispánicos. Sin embargo, su contenido legal influyó en las constituciones y planes que se redactaron en México en los años posteriores.

### Primeros movimientos independentistas
Miguel Hidalgo y Costilla, si bien no logró redactar una constitución, sí realizó varios manifiestos y bandos en los que expresaba sus ideas políticas, de libertad, del gobierno y de la sociedad. Estos escritos fueron antecedentes para la organización de nuevas formas de organización después de la independencia, tales como el proyecto de constitución de Ignacio López Rayón.
Conforme avanzaba el movimiento independentista, fue necesario crear un congreso para unificar a los revolucionarios y crear una legislación, el cual se llevó a cabo en septiembre de 1813, en Oaxaca. En él, José María Morelos dio a conocer los "Sentimientos de la Nación", escrito en el que declaraba a América independiente de España, y que divide al gobierno en tres poderes: el ejecutivo, el legislativo y el judicial.

### Constitución de Apatzingán
Morelos convocó a un congreso en Apatzingán, con la finalidad de elaborar un proyecto de constitución. El "Decreto Constitucional para la Libertad de la América Mexicana", conocido como la Constitución de Apatzingán, fue redactada en 1814 por Andrés Quintana Roo, Carlos María de Bustamante y José Manuel Herrera, entre otros políticos, abogados, periodistas y teólogos. Sin embargo, la constitución no tuvo vigencia, ya que hacia finales del 1815 comenzaba a restablecerse la administración virreinal.

## Edición y redacción
Tras la abdicación de Agustín de Iturbide al Primer Imperio Mexicano,  se estableció un Supremo Poder Ejecutivo formado por un triunvirato cuyos integrantes eran los generales Pedro Celestino Negrete, Nicolás Bravo y Guadalupe Victoria, cuyos suplentes fueron Miguel Domínguez y Vicente Guerrero. Este Supremo Poder Ejecutivo fue un gobierno provisional que convocó un nuevo Congreso Constituyente que se instaló el 7 de noviembre de 1823.
Dentro de los miembros del Congreso, se observaron dos tendencias ideológicas. Por una parte los centralistas entre quienes destacaron fueron Servando Teresa de Mier, el padre José María Becerra y Jiménez, Carlos María de Bustamante, Juan José Ignacio Espinosa de los Monteros, Rafael Mangino y Mendívil, el padre José Miguel Guridi y Alcocer y otros. Por otra parte los federalistas, entre quienes destacaron Miguel Ramos Arizpe, Lorenzo de Zavala, Manuel Crescencio Rejón, Valentín Gómez Farías, Juan de Dios Cañedo, Juan Bautista Morales, Juan Cayetano Gómez de Portugal, Francisco García Salinas, Prisciliano Sánchez y otros. Años más tarde, estas ideologías formarían el Partido Liberal y el Partido Conservador.
La tesis de Servando Teresa de Mier se oponía a dividir el territorio en estados independientes y soberanos pues consideraba que esto debilitaría a la nación, la cual necesitaba unión para hacer frente a eventuales intentos de reconquista de España la cual sería apoyada por otras naciones europeas. Fray Servando sí era federalista, pero consideraba que no se podía seguir el modelo estadounidense al pie de la letra. Las colonias de Estados Unidos se habían unido en una federación, en México ese concepto no necesariamente funcionaría, pues siempre habían existido las provincias con un gobierno central. Estaba la experiencia de Centroamérica que después de la disolución del Imperio se les concedió a las provincias la categoría de Estados Libres, el 1 de julio de 1824 decidió no formar parte de la nueva república, y consideró que los gobiernos estatales tomarían una actitud egoísta provocando una desunión a manera de cacicazgos. Los que defendían la ideología federalista, argumentaron que era el deseo y voluntad de la nación constituirse de esta forma, y ejemplificaron la prosperidad estadounidense por adquirir este régimen, y en contraparte el fracaso de Iturbide.
El 31 de enero de 1824 se aprobó el Acta Constitutiva de la Federación, la cual fue la primera organización constitucional y un estatuto provisional del nuevo gobierno. En ella, se asignaron los puntos básicos con los que se organizaría la república naciente. La nación asumió oficialmente la soberanía y se constituyó por estados libres, soberanos e independientes. Durante los siguientes meses, continuaron los debates constitucionales. 
El 2 de octubre de 1824, Guadalupe Victoria fue declarado primer Presidente de los Estados Unidos Mexicanos para el período 1825-1829.
El 4 de octubre de 1824 se realizó la solemne proclamación del pacto federal bajo el nombre de Constitución Federal de los Estados Unidos Mexicanos. En ella, se desarrollaron los principios que fueron escritos con anterioridad en el Acta Constitutiva.
El 8 de octubre de 1824, el presidente y el vicepresidente Nicolás Bravo juraron la Constitución.
Guadalupe Victoria asumió el cargo de presidente interino del 10 de octubre de 1824 al 31 de marzo de 1825. Su período constitucional en el cargo se inició el 1 de abril de 1825.

## Contenido

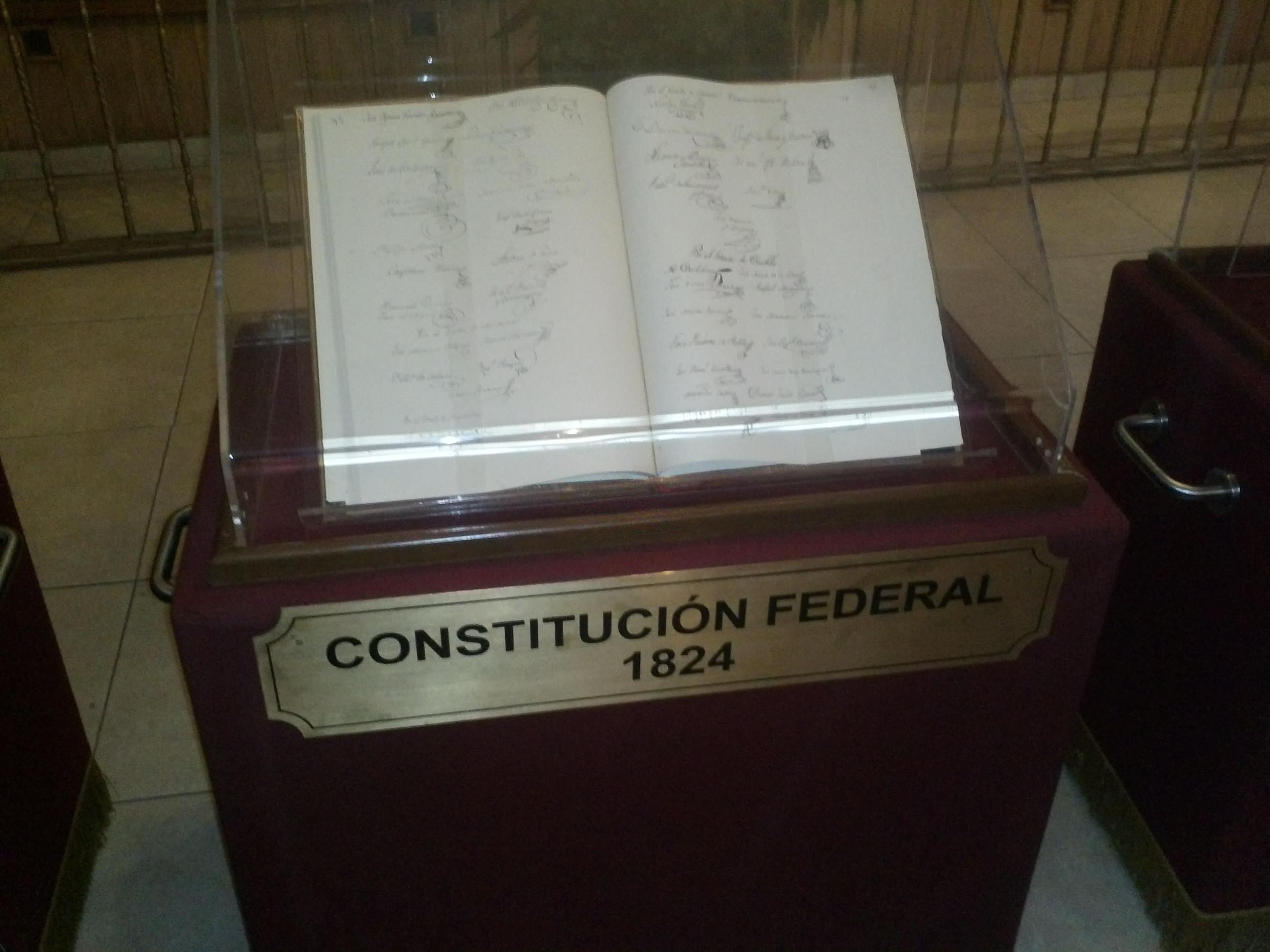
Constitución de 1824 de México

La Constitución de 1824 estaba conformada por 7 títulos y 171 artículos, fue basada en la Constitución de Cádiz para las cuestiones americanas, en la Constitución de los Estados Unidos para la fórmula de representación y organización federal, y en el Decreto Constitucional para la Libertad de la América Mexicana de 1814. Se implantó el sistema de federalismo en una república representativa popular, la cual estaba integrada por diecinueve estados, cuatro territorios dependientes del centro y el D.F. (distrito federal). La constitución de 1824 no contempló expresamente los derechos ciudadanos. El derecho de igualdad de los ciudadanos quedó restringido por la permanencia del fuero militar y eclesiástico. Los artículos más relevantes fueron:
1. La nación mexicana es soberana y libre del gobierno español y de cualquier otra nación.
3. La religión de la nación es la Católica Apostólica Romana, es protegida por las leyes y se prohíbe cualquier otra.
4. La nación mexicana adopta un gobierno de forma de república representativa popular federal.
6. El Supremo poder de la federación se divide en Poder Legislativo, Poder Ejecutivo y Poder Judicial.
7. El Poder Legislativo es depositado en un Congreso constituido por dos cámaras, una de diputados y otra de senadores.
50. Libertad política de imprenta en la federación y en los estados (apartado 1).
74. El Poder Ejecutivo reside en una persona denominada presidente de los Estados Unidos Mexicanos.
75. Se establece la figura del vicepresidente, quien en caso de imposibilidad física o moral del presidente, ejercerá las facultades y prerrogativas del mismo.
95. El período del presidente y vicepresidente será de cuatro años.
123. El Poder Judicial reside en una Corte Suprema de Justicia, en los Tribunales de Circuito y en los Juzgados de Distrito.
124. La Corte Suprema se compone de once ministros distribuidos en tres salas y un fiscal.
157. El gobierno individual de los estados se conforma por tres poderes.
Fue el presidente Vicente Guerrero quien expidió el decreto de Abolición de la Esclavitud el 15 de septiembre de 1829.

1. Queda abolida la esclavitud en la República
2. Son por consiguiente libres los que hasta hoy se hubieren considerado como esclavos
3. Cuando las circunstancias del erario lo permitan, se indemnizará a los propietarios de esclavos, en los términos que dispusieran las leyes.

Vicente Guerrero, 15 de septiembre de 1829

## Federación
Al momento de la promulgación de la constitución, la nación estaba compuesta por 19 estados y 3 territorios. Ese mismo año, dos cambios fueron hechos en la geografía nacional, quedando finalmente compuesta por 19 estados, 5 territorios y el Distrito Federal.
|       | \| Orden \| Nombre \| Ingreso a la Federación \| Instalación del Congreso \| \| ----- \| ---------------- \| ----------------------- \| ------------------------ \| \| 1 \| México \| 20-12-1823 \| 02-03-1824 \| \| 2 \| Guanajuato \| 20-12-1823 \| 25-03-1825 \| \| 3 \| Oaxaca \| 21-12-1823 \| 01-07-1823 \| \| 4 \| Puebla \| 21-12-1823 \| 19-03-1824 \| \| 5 \| Michoacán \| 22-12-1823 \| 06-04-1824 \| \| 6 \| San Luis Potosí \| 22-12-1823 \| 21-04-1824 \| \| 7 \| Veracruz \| 22-12-1823 \| 09-05-1824 \| \| 8 \| Yucatán \| 23-12-1823 \| 20-08-1823 \| \| 9 \| Jalisco \| 23-12-1823 \| 14-09-1823 \| \| 10 \| Zacatecas \| 23-12-1823 \| 19-10-1823 \| \| 11 \| Querétaro \| 23-12-1823 \| 17-02-1824 \| \| 12 \| Sonora y Sinaloa \| 10-01-1824 \| 12-09-1824 \| \| 13 \| Tabasco \| 07-02-1824 \| 03-05-1824 \| \| 14 \| Tamaulipas \| 07-02-1824 \| 07-05-1824 \| \| 15 \| Nuevo León \| 07-05-1824 \| 01-08-1824 \| \| 16 \| Coahuila y Texas \| 07-05-1824 \| 15-08-1824 \| \| 17 \| Durango \| 22-05-1824 \| 08-09-1824 \| \| 18 \| Chihuahua \| 06-07-1824 \| 08-09-1824 \| \| 19 \| Chiapas \| 14-09-1824 \| 05-01-1825 \| |                         |                          |
| Orden | Nombre | Ingreso a la Federación | Instalación del Congreso |
| 1     | México | 20-12-1823              | 02-03-1824               |
| 2     | Guanajuato | 20-12-1823              | 25-03-1825               |
| 3     | Oaxaca | 21-12-1823              | 01-07-1823               |
| 4     | Puebla | 21-12-1823              | 19-03-1824               |
| 5     | Michoacán | 22-12-1823              | 06-04-1824               |
| 6     | San Luis Potosí | 22-12-1823              | 21-04-1824               |
| 7     | Veracruz | 22-12-1823              | 09-05-1824               |
| 8     | Yucatán | 23-12-1823              | 20-08-1823               |
| 9     | Jalisco | 23-12-1823              | 14-09-1823               |
| 10    | Zacatecas | 23-12-1823              | 19-10-1823               |
| 11    | Querétaro | 23-12-1823              | 17-02-1824               |
| 12    | Sonora y Sinaloa | 10-01-1824              | 12-09-1824               |
| 13    | Tabasco | 07-02-1824              | 03-05-1824               |
| 14    | Tamaulipas | 07-02-1824              | 07-05-1824               |
| 15    | Nuevo León | 07-05-1824              | 01-08-1824               |
| 16    | Coahuila y Texas | 07-05-1824              | 15-08-1824               |
| 17    | Durango | 22-05-1824              | 08-09-1824               |
| 18    | Chihuahua | 06-07-1824              | 08-09-1824               |
| 19    | Chiapas | 14-09-1824              | 05-01-1825               |

Los 5 territorios federales fueron: Alta California, Baja California, Colima, Tlaxcala y Santa Fe de Nuevo México. El Distrito Federal se estableció en los límites de la Ciudad de México el 18 de noviembre de 1824.

## Reacciones
La influencia de pensamiento del liberalismo español, la fragmentación que se había poco a poco consolidado por las propias Reformas borbónicas en la Nueva España y de la recién obtenida Independencia de México, así como las dimensiones del territorio, más de 4 600 000 km² y la falta de comunicaciones desembocaron en un sistema federal con características regionales. Los estados del centro, México, Puebla, Querétaro, Guanajuato, Veracruz y Michoacán que eran los más habitados funcionaron como una descentralización administrativa. Los estados de la periferia, Zacatecas, Coahuila y Texas, Durango, Chihuahua, Jalisco, San Luis Potosí y Nuevo León, adquirieron un confederalismo moderado. Los estados más alejados del centro, Yucatán, Sonora y Sinaloa, las Californias y Tamaulipas adquirieron un confederalismo radical.
Sin existir partidos políticos establecidos, se distinguieron tres tendencias políticas. La primera aún apoyaba al imperio de Iturbide, pero era minoría[cita requerida]. La segunda estaba influenciada por la logia yorkina cuya filosofía era el federalismo radical, pero a la vez fomentaba un sentimiento antihispanista en gran medida promocionado por el ministro plenipotenciario estadounidense Joel Roberts Poinsett. Y la tercera estaba influenciada por la logia escocesa que había sido introducida a México por los propios españoles, se inclinaba por el centralismo y anhelaba el reconocimiento de la nueva nación ante España y la Santa Sede.
Consumada la independencia el Patronato real había desaparecido, el gobierno federal y los gobiernos estatales consideraron que estos derechos correspondían ahora al Estado. La forma de manejar los bienes eclesiásticos fue el punto más controversial que polarizó las opiniones de la clase política. Los miembros de la logia yorkina pretendían usar los bienes eclesiásticos para sanear la hacienda, y los miembros de la logia escocesa consideraban la alternativa un anatema. De acuerdo al compromiso federal, los estados deberían aportar una cuota fija en dinero y en hombres para el ejército o cuota de sangre. El presupuesto federal fue insuficiente para pago de deudas, defensa, vigilancia en fronteras, los estados se resistieron a cumplir la cuota de sangre, la cual a veces era cubierta con delincuentes.
Algunas constituciones estatales fueron más radicales y tomaron provisiones para ejercer localmente el Patronato bajo el lema de "libertad y progreso". Las constituciones de Jalisco y Tamaulipas decretaron el financiamiento gubernamental del culto, las de Durango y del Estado de México otorgaron al gobernador el ejercicio del Patronato, la de Michoacán otorgó al Poder Legislativo local la facultad de reglamentar la observancia de los cánones y la disciplina del clero, y la de Yucatán de forma vanguardista declaró la libertad de culto.

## Derogación y reinstalación
En 1835, un dramático cambio sacudió los cimientos de la nueva nación Mexicana, el triunfo en las elecciones de las fuerzas conservadoras desencadenaron una serie de eventos que culminaron el 23 de octubre de 1835, durante la presidencia interina de Miguel Barragán (el presidente constitucional era Antonio López de Santa Anna, pero se encontraba fuera de funciones), cuando fueron aprobadas las  Bases Constitucionales, lo cual dio fin a la Primera República Federal y estableció un sistema centralista provisional. El 30 de diciembre de 1836, el presidente interino José Justo Corro promulgó las Siete Leyes que remplazaron formalmente la constitución, leyes secundarias fueron aprobadas el 24 de mayo de 1837.
Las Siete Leyes entre otras cosas desaparecía la figura de "estados libres" por "departamentos" al estilo francés, centralizando el poder nacional en la Ciudad de México. Esta decisión creó una época de inestabilidad política, desatando conflictos entre el centro y los antiguos estados del país. Las rebeliones se suscitaron en diversos lugares, los más importantes fueron: 
- Texas declaró su independencia de México tras el cambio de sistema federalista al sistema centralista y se negó a participar en el segundo. Colonos estadounidenses llamaron a una convención en Austin, y declararon al pueblo de Texas en guerra contra el gobierno central de México, ignorando, por tanto, a las autoridades y las leyes mexicanas. Así surgió la República de Texas.

- Yucatán bajo su condición de República federada se declaró independiente en 1840 (oficialmente en 1841). La República de Yucatán se reincorporó definitivamente a la nación en 1848.

- Los estados de Nuevo León, Tamaulipas y Coahuila se independizaron de facto de México brevemente (poco menos de 250 días); la República del Río Grande nunca se consolidó pues las fuerzas independentistas fueron derrotadas por las fuerzas centralistas.

- Tabasco decreta su separación de México en febrero de 1841, en protesta por el centralismo y debido a las sanciones impuestas al estado, por el presidente centralista Anastasio Bustamante, reincorporándose en diciembre de 1842.

La anexión de Texas y el conflicto fronterizo que se suscitó después de la anexión desencadenaron la intervención estadounidense en México. Como resultado de la misma, la Constitución de 1824 fue restaurada por el presidente interino José Mariano Salas el 22 de agosto de 1846. El 21 de mayo de 1847 fue publicada El Acta de Reformas la cual restablecía oficialmente, con algunos cambios, la Constitución Federal de 1824 mientras una nueva constitución fuera redactada. Esta fase federalista culminó en 1853.
El 1 de marzo de 1854, es proclamado el Plan de Ayutla con una orientación federalista. En 1855, el presidente interino Juan Álvarez, emitió la convocatoria para el Congreso Constituyente, que comenzó sus actividades el 17 de febrero de 1856, esa legislatura fue la encargada de redactar la Constitución Federal de los Estados Unidos Mexicanos de 1857.